# Bolan's Rock Shrine

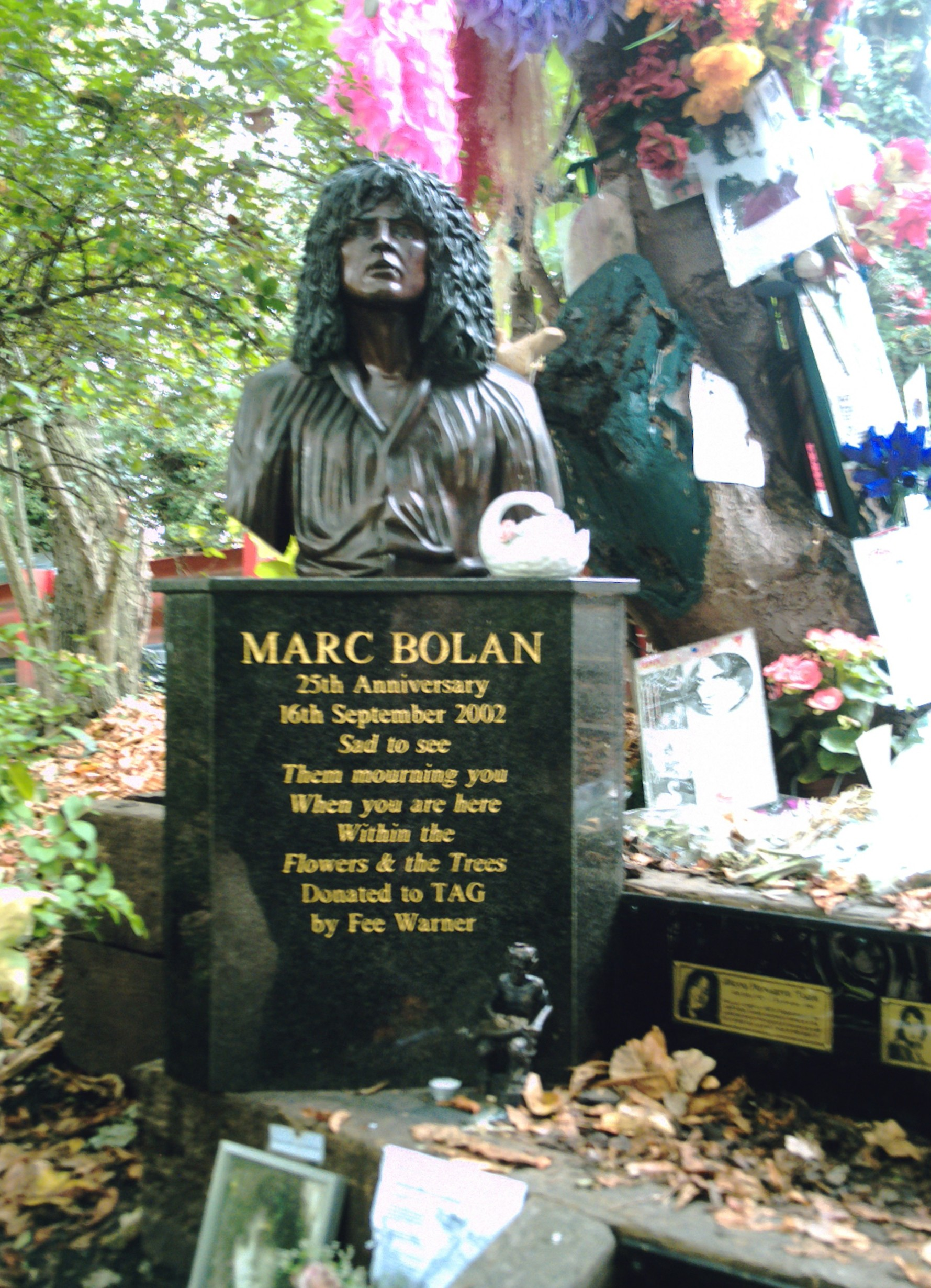
Borstbeeld van Marc Bolan in Bolan's Rock Shrine

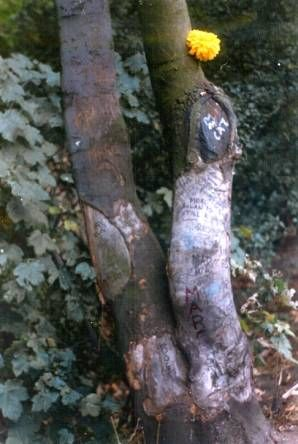
De Bolan Tree in juni 1978

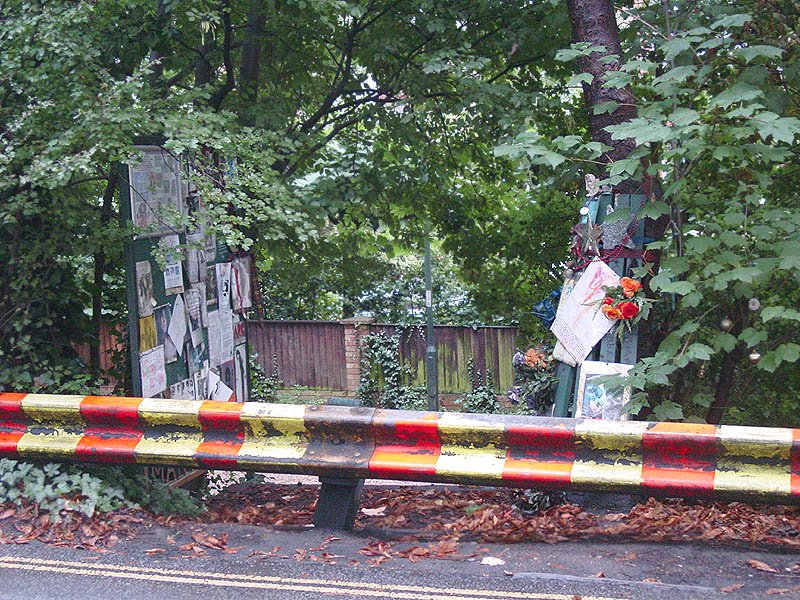
De Bolan Tree anno 2005

Bolan's Rock Shrine (of Marc Bolan's Rock Shrine) is een gedenkplaats voor de popzanger Marc Bolan, de leider van de groep T. Rex. De gedenkplaats is door zijn fans ingericht op de plek waar hij overleed toen de Austin Mini met hem als passagier op 16 september 1977 tegen een esdoorn botste. Het gebeurde langs Queen's Ride in de Londense wijk Barnes. De plaats ligt vlak na de splitsing met Gipsy Lane.

## Het ongeluk
Marc Bolan, die zelf nooit autorijden had geleerd, zat als passagier in de purperkleurige Austin Mini Clubman 1275GT, die bestuurd werd door zijn vriendin Gloria Jones. Vlak voor de splitsing van Queen's Ride en Gipsy Lane ligt een brug over een spoorlijn, die een lichte hobbel in het wegdek vormt. Op die plaats verloor Jones de macht over het stuur. De auto ramde eerst een hekwerk en kwam toen bijna verticaal tot stilstand tegen een esdoorn. Bolan was vrijwel op slag dood; Gloria Jones kwam in het ziekenhuis terecht, maar overleefde het ongeval.

## Inrichting van de gedenkplaats
Vanaf de dag van het ongeluk werd de plaats waar het was gebeurd een pelgrimsoord voor fans van Marc Bolan. Ook deed al snel het verhaal de ronde dat hij zijn dood had voorvoeld. Het kentekennummer van de Mini was FOX 661L en in Bolans single Solid Gold Easy Action van 1972 komt de regel "Easy as picking foxes from a tree" voor. Simon Napier-Bell, een vroegere manager van Bolan, haalt in zijn memoires een uitspraak van Bolan aan: "A Porsche wouldn't be right for me. I'm too small. I think a Mini is the right car for me. If I was going to die in a car crash, it ought to be a Mini. I think I'd like that. It'd be nice." ("Een Porsche zou niet de juiste auto voor mij zijn. Ik ben te klein. Ik denk dat een Mini de goede auto voor mij is. Als ik zou moeten omkomen bij een auto-ongeluk, moet het een Mini zijn. Ik denk dat ik dat fijn zou vinden. Het zou leuk zijn.")
De boom, die al spoedig de naam 'Bolan Tree' kreeg, staat boven aan een talud. In september 1997 liet de Performing Right Society, de organisatie die in Groot-Brittannië de auteursrechten voor muziekwerken beheert, een eindje van de weg af, onder aan het talud, een gedenksteen voor Bolan neerzetten. In 1998 bleek dat de Bolan Tree in slechte staat verkeerde en dreigde om te vallen. Het jaar daarop stichtte de ontwerper en publicist Fee Warner de T-Rex Action Group (TAG), die zich het onderhoud van de Bolan Tree en de gedenkplaats ten doel stelde. Het lukte de groep het eigendomsrecht op de boom en het gebruiksrecht van de grond eromheen te verwerven. In 2000 liet de groep een houten trap aanleggen tussen de gedenksteen en de boom en werd de boom verstevigd, zodat het gevaar van omvallen was afgewend.
Op 16 september 2002 onthulde Rolan Bolan, de zoon van Marc, een monument ter ere van zijn vader. Het monument staat boven aan de trap, direct achter de Bolan Tree, en bestaat uit een bronzen borstbeeld van de zanger van de hand van de Canadese beeldhouwer Jean Robillard, op een voetstuk met inscriptie. Het was betaald door de T-Rex Action Group.
In 2005 werden tegen de treden van de trap gedenkplaten aangebracht voor vijf mensen die een rol hadden gespeeld in Marc Bolans leven, maar inmiddels waren overleden. Dat waren zijn ex-vrouw June Child (die op 31 augustus 1994 tijdens een vakantie in Turkije was bezweken aan een hartaanval) en vier ex-leden van T(yrannosaurus) Rex: Steve Peregrin Took, Mickey Finn, Steve Currie en Dino Dines.
De gedenkplaats is altijd rijkelijk gedecoreerd met bloemen, foto's, linten, slingers, knuffels, beeldjes en andere voorwerpjes die fans er achterlaten. Ook de Bolan Tree was altijd versierd. Er staat ook een prikbord in de buurt van de boom. Aan de andere kant is de gedenkplaats soms ook het toneel van vandalisme. Begin 2014 hebben vandalen de Bolan Tree grotendeels vernield. De boom bleek al spoedig niet meer te redden. Op 11 mei 2015 is de boom gekapt. De stomp werd afgedekt met een eikenhouten vat.
De overheid heeft na de dood van Bolan maatregelen genomen om Queen's Ride veiliger te maken en langs het stuk weg waaraan de Bolan Tree stond, een vangrail laten aanbrengen.

## Officiële erkenning
In februari 2007, dertig jaar na Bolans dood, bracht de English Tourism Council een gids met de naam England Rocks! uit, met daarin 113 'Sites of Rock 'n' Roll Importance' in Engeland. 29 van die plaatsen bevinden zich in Londen, waaronder Bolan's Rock Shrine.